# MG14z
 (novembre 2019).
La MG14z ou MG42 14Z  est une variante à double canon de la mitrailleuse universelle MG3. Le MG14z améliore la puissance de feu des unités militaires qui émettent encore le MG3 ou d'autres dérivés du MG 42, dont le MG 42/59 italien ou l'ancien SARAC-53 yougoslave.
Seuls les récepteurs de deux MG3 séparés restent dans le MG14z, tout est reconçu et reconstruit de fond en comble, de nouveaux canons avec haubans ventilés, de nouveaux orifices d'alimentation, une nouvelle alimentation à double bande avec éjection vers le bas, une nouvelle poignée pistolet et détente, un nouveau châssis commun et un compteur électronique intégré. Sa cadence cyclique est réglable de 600 à 3000 coups par minute. Comme le projet est actuellement en cours, il n'y a pas d'autres informations actuellement disponibles sur le MG14z, mais la société Tactics Group GmbH semble y croire, allant jusqu'à l'appeler « une alternative économique aux Miniguns ».